# لا آنگوستورا
لا آنگوستورا (به اسپانیایی: La Angostura) یک منطقهٔ مسکونی در بولیوی است که در استان آندرس ایبانز واقع شده‌است.